# Athenaea hirsuta
Athenaea hirsuta är en potatisväxtart som först beskrevs av Carl Friedrich Philipp von Martius och Gal., och fick sitt nu gällande namn av Sendt. Athenaea hirsuta ingår i släktet Athenaea och familjen potatisväxter. Inga underarter finns listade i Catalogue of Life.